# Філадельфійська угода
Філадельфійська угода — угода між першим президентом Чехословаччини Томашем Масариком та головою Американської народної ради угро-русинів Григорієм Жатковичем, укладена 26 жовтня 1918 року. Передбачала існування автономії русинів у складі федеративної Чехословацької республіки у випадку приєднання Закарпаття до ЧСР.

## Історія
Русинська спільнота на Закарпатті та за його межами, зокрема АНРУР, розглядала різні варіанти розвитку подій 1918—1919 року на Закарпатті: приєднання до Української Держави, утворення автономії в складі Угорщини або Чехословаччини, проголошення незалежності.
26 жовтня 1918 року Григорій Жаткович та Томаш Масарик підписали у Філадельфії угоду, за якою у разі вступу чехословацьких військ на Закарпаття та вираження народом згоди до Чехословаччини на засадах автономії буде приєднано Підкарпатську Русь.
З'їзд АНРУР 12 листопада 1918 року також підтримав варіант утворення автономії в складі Чехословаччини.
Григорій Жаткович, крім того, виступив за ідею проведення плебісциту серед закарпатських емігрантів у США щодо цього питання. Він був проведений у грудні 1918 року. Під час плебісциту 55 тисяч політично активних русинів США висловили свою позицію: 67 % — за приєднання до Чехословаччини, 28 % — до УНР, 27 % — за повну незалежність, 9 % — за автономію в складі Угорщини. Ці результати пізніше надали Чехословаччині змогу виступити на Паризькій мирній конференції за приєднання Закарпаття до ЧСР.
21 січня 1919 року Центральна Руська Народна Рада підтримала приєднання Закарпаття до УНР. Це суперечило планам ЧСР, тому війська Чехословаччини були введені на Закарпаття. 8 вересня 1919 року, відповідно до Сен-Жерменського мирного договору, Закарпаття увійшло до ЧСР як Підкарпатська Русь.